# バーク アンド ヘア
『バーク アンド ヘア』（Burke & Hare）は、バークとヘア連続殺人事件を基にした2010年のイギリスのブラック・コメディ映画である。監督はジョン・ランディス、バークとヘアはサイモン・ペグとアンディ・サーキスが演じる。ランディスのフィーチャー映画は、『スーザンズ・プラン 殺せないダーリン』以来12年ぶりである。イギリスでは2010年10月29日に公開された。

## キャスト
- サイモン・ペグ - ウィリアム・バーク（日本語吹替 - 菊池康弘）
- アンディ・サーキス - ウイリアム・ヘア
- アイラ・フィッシャー - ジニー・ホーキンス
- トム・ウィルキンソン - ロバート・ノックス
- ジェシカ・ハインズ - ラッキー
- ビル・ベイリー - 絞首刑執行人
- ティム・カリー - アレクサンダー・モンロー
- ヒュー・ボネヴィル - ハリントン卿
- アラン・コーデュナー - ニセフォール・ニエプス
- サイモン・ファーナビー - ウィリアム・ワーズワース
- デヴィッド・ヘイマン - ダニー・マクタヴィッシュ
- デヴィッド・スコフィールド - ファーガス
- ロニー・コーベット - トム・マクリントック大尉
- リース・シェアスミス - マッケンジー
- クリスチャン・ブラシントン - チャールズ
- マイケル・スマイリー - パターソン
- クリストファー・リー - ジョセフ
- ジェニー・アガター - ルーシー
- ジョージア・キング - エマ
- ジョン・ウッドヴァイン - 主学長
- スティーヴン・スピアーズ - ドアマン
- スティーヴン・マーチャント
- ポール・ホワイトハウス
- マイケル・ウィナー
- レイ・ハリーハウゼン

## 批評家の反応
Rotten Tomatoesでは53件のレビューで支持率34%、Metacriticでは10件で46/100となった。